# 周一良
周一良（1913年1月19日—2001年10月23日），字太初，男，安徽省东至县人，生于山東青島，中国历史学家。

## 生平
1913年，周一良生于山東青島，他出生不久母親就過世了，由尉禮賢夫婦照料。1920年，八歲在天津的家塾发蒙開始了十年的私塾時期，開始時揚州的幾位老先生，後來跟隨張慤、溫肅、張玉裁等老師學習。1927年，十四歲開始學日文，後又學英文，跟隨牧野田彥松學習。隨著年紀增長開始涉獵北平各個院校辦的刊物，萌生了去到北平讀大學的想法。1930年夏，投考入北平燕京大學國文專修科。1931年夏，以家鄉宏毅中學的假文憑並讓表兄替考數學進入北平輔仁大學歷史系。1932年，同樣找人替考而轉考到燕京大學歷史系，在學期間積極參與學生運動。1935年，畢業後到燕大研究院學習，同時到清華旁聽陳寅恪講課。1936年夏，俞大綱推薦他到中研院史語所工作，放棄了燕大的學位。
1939年秋，由洪業牽線到哈佛大學研究生院學習，主修語言及历史。二戰期間在哈佛大學陸軍特別訓練班教日語。1944年，以論文《唐代印度來華密宗三僧考》獲博士學位，任陸軍特訓班的日語教員。
1946年，回国後任教于燕京大学。1947年，转往清华大学。1949年，積極參與知識分子改造運動，研究興趣也從古代史轉向亞洲史。1952年，以后在北京大学历史系任教授，担任过北京大学中国古代史教研室主任、亚洲史教研室主任、系主任等职务。除此之外，周一良还曾担任联合国教科文组织《人类科学文化史》第三卷编委会的编委、中国史学会理事、中国日本史学会名誉会长等职务。
1951年，因周一良投身知识分子思想改造运动和马列史观，其师陈寅恪写讽刺诗：
八股文章试帖诗，宗朱颂圣有成规，
白头宫女笑哈哈，眉样文章又入时。
1953年，為配合對胡適的批判和清算，周一良發表「眉樣文章」《西洋漢學與胡適》，文中對胡適極盡污衊，在家信中将胡适称之为“文化买办”，一反49年之前与胡适之的亲密合作和敬重之态。直到1948年1月，周一良还特地将所藏《水经》经过周叔弢送给胡适，供胡适研究鉴定，胡适在此本上记“周本抄写最精致可爱……敬记谢意。”
1954年，周一良参加全国文艺界对俞平伯《红楼梦研究》展开声势浩大的批判。
1958年，「大躍進」時進行學術批判，其又轉而批判陳寅恪。在晚年，周一良自述：‘当时我入党已经两年，对于党的号召更是无不积极响应，义无反顾。党叫我批判陈寅恪先生，我的态度和五年前批判胡适时就大不一样，不加任何思索就执行支部的意图，从未想到有一天万一跟陈先生见面的话何以自处，或者见陈先生于地下之时应该怎样。但是物极必反，这次“批陈”以后，我倒是逐渐更深刻地认识陈先生学术的伟大。"
文革期间，周积极贴大字报，但被红卫兵斥责：“你不配贴大字报。”1967年，被抄家批斗，戴上“反共老手”等帽子，妻子梁懿下放五七干校。但据其子周启博语，“（他）对所受非人待遇甘之如饴”。
1974年参加“梁效”注释组批林批孔。1980年接受两年政治审查并被公开批斗于首都体育馆。
1963年，陳寅恪編訂《叢稿》時，將〈魏書司馬睿傳江東民族條釋證及推論〉文前記錄陳周師弟之情的序刪掉，以示往日師生情誼不再。文革後周一良收到一封匿名信，上款稱「周一良道兄」，信中毛筆大字「無恥之尤」，落款為「一個老朋友」。
汪榮祖通信時，提到了早年陳寅恪師在〈魏書司馬睿傳江東民族條釋證及推論〉文前寫了一段記師生情誼的感文後來遭刪，周一良寫道：「蔣先生編全集時，此節刪去，鄙意決非蔣先生隨意為之，當是寅老認為弟解放以後，曲學阿世，頗為遺憾，故略去此節。寅老用心，弟完全理解，而弟對寅老之崇敬及感情，自信絲毫未因此而存任何改變。」雖然汪榮祖有不同的解讀，認為蔣天樞係從永久價值著眼才有此舉，無論原因如何，可知周一良晚年對於陳師的感念與對自己的深刻反省。
1999年，陈寅恪诞辰110周年学术会议（纪念陈寅恪教授国际学术研讨会）上，发表《向陈先生请罪》，由胡守为教授代宣，书言
我相信我这个迷途知返的弟子，将来一旦见陈先生于地下，陈先生一定不会再以破门之罚来待我，而是像从前一样……就如同在清华新西院、纽约布鲁克林26号码头轮船上，岭南大学东南区1号楼上那样的和谐而温馨。

## 家族
曾祖周馥是李鴻章的幕僚，祖父周學海是醫學家、光緒進士，父亲周叔弢是实业家。母親蕭琬，祖籍雲南昆明，外曾祖蕭培元是咸豐進士，外祖父蕭應椿曾在東北和山東做官。
周叔弢在蕭琬死後續娶來杭州的許和之。弟弟：珏良、艮良、杲良、以良、治良。妹妹：珣良、與良、耦良。許過世後又續娶左道腴，生了一個弟弟周景良。1938年，與鄧懿結婚，次年長子啟乾出生。

## 著作
论著在魏晉南北朝史領域。他對日本史和亞洲史造詣深，又參與敦煌學研究，主編了四卷本《世界通史》。
1981年應聘擔任《中國大百科全書·中國歷史》編輯委員會委員。
著有《周一良集》、《東學黨──朝鮮的反封建反帝鬥爭》、《日本明治維新前後的農民運動》、《關於明治維新的幾個問題》、《亞洲各國古代史》。